# Yuta Kamiya
Yuta Kamiya (神谷 優太, Kamiya Yuta), né le 24 avril 1997, est un footballeur japonais.

## Biographie
Kamiya commence sa carrière professionnelle en 2016 avec le club du Shonan Bellmare, club de J1 League. Le club relégué en J2 League à l'issue de la saison 2016. En 2018, il est prêté au Ehime FC. En 2020, il est transféré au Kashiwa Reysol, club de J1 League. Avec ce club, il atteint la finale de la Coupe de la Ligue japonaise 2020.